# Oligacanthorhynchus lagenaeformis
Oligacanthorhynchus lagenaeformis är en hakmaskart som först beskrevs av Westrumb 1821.  Oligacanthorhynchus lagenaeformis ingår i släktet Oligacanthorhynchus och familjen Oligacanthorhynchidae. Inga underarter finns listade i Catalogue of Life.